# Calcio Catania 1993-1994
Questa pagina raccoglie i dati riguardanti il Calcio Catania nelle competizioni ufficiali della stagione 1993-1994.

## Stagione
Dopo l'esclusione dai campionati professionistici il Catania arriva terzo nel campionato di eccellenza e viene promosso nel CND

## Organigramma societario
Area direttiva
- Presidente: Angelo Massimino

Area tecnica
- Allenatore: Franco Indelicato, Lorenzo Barlassina

## Rosa
Rosa, e ruoli, sono aggiornati al 31º ottobre 2015
| N. |                   | Ruolo | Calciatore           |
| -- | ----------------- | ----- | -------------------- |
|    | Italia (bandiera) | P     | Domenico Rescigno    |
|    | Italia (bandiera) | P     | Roberto Rinaldesi    |
|    | Italia (bandiera) | P     | Francesco Spampinato |
|    | Italia (bandiera) | D     | José Sparti          |
|    | Italia (bandiera) | D     | Gianluca Cristaldi   |
|    | Italia (bandiera) | D     | Fabrizio Gambardella |
|    | Italia (bandiera) | D     | Vito Iuculano        |
|    | Italia (bandiera) | D     | Pantaleo Pomo        |
|    | Italia (bandiera) | D     | Giuseppe Provenzano  |
|    | Italia (bandiera) | C     | Alexandro Binda      |
|    | Italia (bandiera) | C     | Giorgio Biondelli    |
|    | Italia (bandiera) | C     | Giovanni Mignemi     |
|    | Italia (bandiera) | C     | Luca Di Gregorio     |
|    | Italia (bandiera) | C     | Santo Mangano        |

| N. |                   | Ruolo | Calciatore        |
| -- | ----------------- | ----- | ----------------- |
|    | Italia (bandiera) | C     | Massimo Maugeri   |
|    | Italia (bandiera) | C     | Marco Piampiani   |
|    | Italia (bandiera) | C     | Sebastiano Pincio |
|    | Italia (bandiera) | C     | Giuseppe Rigano   |
|    | Italia (bandiera) | C     | Carmelo Virzì     |
|    | Italia (bandiera) | C     | Alessandro Turone |
|    | Italia (bandiera) | A     | Giacomo Calcara   |
|    | Italia (bandiera) | A     | Andrea Mariano    |
|    | Italia (bandiera) | A     | Raffaele Scotti   |
|    | Italia (bandiera) | A     | Antonino Belnome  |
|    | Italia (bandiera) | A     | Rosario Bonanno   |
|    | Italia (bandiera) | A     | Mirco Corrente    |
|    | Italia (bandiera) | A     | Fabio Visca       |

## Risultati

### Eccellenza Sicilia

#### Girone d'andata
| Piazza Armerina 26 settembre 1993 2ª giornata | Nuova Plutia | 0 – 1 referto | Catania |  |

| Catania 3 ottobre 1993 3ª giornata | Catania | 6 – 1 referto | Rosolini | Stadio Angelo Massimino |

| Caltagirone 10 ottobre 1993 4ª giornata | Caltagirone | 0 – 1 referto | Catania | Agelisao Greco |

| Gela 17 ottobre 1993 5ª giornata | Juventina Gela | 0 – 2 referto | Catania | Stadio Vincenzo Presti |

| Catania 24 ottobre 1993 6ª giornata | Catania | 2 – 0 referto | Libertas Palestro | Stadio Angelo Massimino |

| Catania 4 novembre 1993 1ª giornata | Catania | 0 – 0 referto | Paternò | Stadio Angelo Massimino |

| Viagrande 7 novembre 1993 8ª giornata | Viagrande | 3 – 1 referto | Catania |  |

| Catania 14 novembre 1993 9ª giornata | Catania | 0 – 0 referto | Sant'Agata di Militello | Stadio Angelo Massimino |

| Catania 21 novembre 1993 10ª giornata | Catania | 1 – 1 referto | Villafranca Tirrena | Stadio Angelo Massimino |

| Riposto 28 novembre 11ª giornata | Riposto | 0 – 1 referto | Catania |  |

| Viagrande 5 dicembre 1993 12ª giornata | Aci Sant'Antonio | 1 – 1 referto | Catania |  |

| Catania 8 dicembre 1993 13ª giornata | Catania | 3 – 0 referto | Gravina | Stadio Angelo Massimino |

| Lipari 12 dicembre 1993 14ª giornata | Lipari | 0 – 0 referto | Catania |  |

| Taormina 19 dicembre 1993 15ª giornata | Taormina | 1 – 3 referto | Catania |  |

| Misterbianco 23 dicembre 1993 16ª giornata | Misterbianco | 0 – 0 referto | Catania |  |

| Catania 2 gennaio 1994 17ª giornata | Catania | 8 – 0 referto | Pachino | Stadio Angelo Massimino |

#### Girone di ritorno
| Paternò 16 gennaio 1994 18ª giornata | Paternò | 2 – 1 referto | Catania | Stadio Salinelle |

| Catania 23 gennaio 1994 19ª giornata | Catania | 4 – 0 referto | Nuova Plutia | Stadio Angelo Massimino |

| Rosolini 30 gennaio 1994 20ª giornata | Rosolini | 2 – 2 referto | Catania |  |

| Catania 6 febbraio 1994 21ª giornata | Catania | 1 – 0 referto | Caltagirone | Stadio Angelo Massimino |

| Catania 12 febbraio 1994 22ª giornata | Catania | 1 – 1 referto | Juventina Gela | Stadio Angelo Massimino |

| Palestro 20 febbraio 1994 23ª giornata | Libertas Palestro | 0 – 3 referto | Catania |  |

| Catania 6 marzo 1994 25ª giornata | Catania | 0 – 1 referto | Viagrande | Stadio Angelo Massimino |

| Sant'Agata di Militello 13 marzo 1994 26ª giornata | Sant'Agata di Militello | 2 – 2 referto | Catania |  |

| Villafranca Tirrena 20 marzo 1994 27ª giornata | Villafranca Tirrena | 1 – 2 referto | Catania |  |

| Catania 27 marzo 1994 28ª giornata | Catania | 3 – 0 referto | Riposto | Stadio Angelo Massimino |

| Catania 2 aprile 1994 29ª giornata | Catania | 5 – 1 referto | Aci Sant'Antonio | Stadio Angelo Massimino |

| Gravina di Catania 10 aprile 1994 30ª giornata | Gravina | 1 – 0 referto | Catania |  |

| Catania 17 aprile 1994 31ª giornata | Catania | 5 – 1 referto | Lipari | Stadio Angelo Massimino |

| Catania 25 aprile 1994 32ª giornata | Catania | 5 – 1 referto | Taormina | Stadio Angelo Massimino |

| Catania 1 maggio 1994 33ª giornata | Catania | 1 – 0 referto | Misterbianco | Stadio Angelo Massimino |

| Pachino 8 maggio 1994 34ª giornata | Pachino | 0 – 3 referto | Catania |  |

## Statistiche

### Statistiche di squadra
| Competizione            | Punti | In casa | In casa | In casa | In casa | In casa | In casa | In trasferta | In trasferta | In trasferta | In trasferta | In trasferta | In trasferta | Totale | Totale | Totale | Totale | Totale | Totale | DR  |
| Competizione            | Punti | G       | V       | N       | P       | Gf      | Gs      | G            | V            | N            | P            | Gf           | Gs           | G      | V      | N      | P      | Gf     | Gs     | DR  |
| ----------------------- | ----- | ------- | ------- | ------- | ------- | ------- | ------- | ------------ | ------------ | ------------ | ------------ | ------------ | ------------ | ------ | ------ | ------ | ------ | ------ | ------ | --- |
| Campionato              | 45    | 16      | 11      | 4       | 1       | 42      | 6       | 16           | 8            | 5            | 3            | 23           | 13           | 32     | 19     | 9      | 4      | 65     | 19     | +46 |
| Coppa Italia Dilettanti | -     | -       | -       | -       | -       | -       | -       | -            | -            | -            | -            | -            | -            | -      | -      | -      | -      | -      | -      | -   |
| Totale                  | 45    | 16      | 11      | 4       | 1       | 42      | 6       | 16           | 8            | 5            | 3            | 23           | 13           | 32     | 19     | 9      | 4      | 65     | 19     | +46 |